# Eutegaeus bostocki
Eutegaeus bostocki är en kvalsterart som först beskrevs av Michael 1908.  Eutegaeus bostocki ingår i släktet Eutegaeus och familjen Eutegaeidae. Inga underarter finns listade i Catalogue of Life.